# Elizabeth Starr
Elizabeth Starr (11 de agosto de 1969 en Las Vegas, Nevada, Estados Unidos) es una actriz, directora y modelo pornográfica catalogada dentro de la categoría Big boobs.

## Biografía
Elizabeth Starr comenzó su como muchas mujeres dentro de la categoría big boobs, comenzó su carrera de bailarina exótica a los 18 años mostrándose desnuda en clubes nocturnos de Las Vegas para ayudarse a pagar el colegio; en 1997 a los veintisiete años, gracias a sus atributos físicos naturales tales como una delgada y bien delineada figura con piernas largas y torneadas, además de sus implantes de senos y su aspecto bien definido como bailarina exótica, le dieron una oportunidad en la industria porno, donde se movió de manera ambiciosa, aceptando de inmediato escenas lésbicas con Envy y Kyle Stone en C*mback Pussy 16, y hardcore con actores como Vince Voyeur en Watcher 4, inmediatamente se hizo de un nombre en la industria.
Elizabeth tuvo su ampliación masiva de senos actual más recientemente, y ahora se ha movido detrás de las cámaras también, dirigiendo el film ganador del premio AVN Award Faster Pussycat! Fuck! Fuck! estelarizado por Summer Cummings, Tiffany Towers, Ron Jeremy y Daphne Rosen.

## Filmografía
(Parcial)
- Faster Pussycat Fuck! Fuck! (2005)... Ruby Rockets
- Big Titty Slammers 5 (2004)
- Busted! (2004)
- Porn Stars from Mars (2004)
- Nudity Required (2003)
- The Double-D Avenger (2001)
- Big Bust Pissing Perverts (2000)
- Busty Pom Pom Girls (2000)
- Different Strokes 4 (2000)
- 75 Nurse Orgy (1999)
- Action Sports Sex 5 (1999)
- Big Fat F.N. Tits (1999)
- Bustin' Into Las Vegas (1999)
- Cumback Pussy 16 (1999)
- Double Air Bags 2 (1999)
- Lusty Busty Dolls 2 (1999) ... Lesbian
- On with the Show (1999)
- Paradise (1999)
- The World's Luckiest Patient (1999)

... o World's Luckiest Patient with 101 Nurses (EE. UU.: título del video box) 
- Gutter Mouths 9 (1998)